# Лейксайд-Грин
Лейксайд-Грин (англ. Lakeside Green) — статистически обособленная местность, расположенная в округе Палм-Бич (штат Флорида, США) с населением в 3311 человек по статистическим данным переписи 2000 года.

## География
По данным Бюро переписи населения США статистически обособленная местность Лейксайд-Грин имеет общую площадь в 1,29 квадратных километров, водных ресурсов в черте населённого пункта не имеется.
Статистически обособленная местность Лейксайд-Грин расположена на высоте 4 м над уровнем моря.

## Демография
| Год переписи        | Нас. |  | %±    |
| ------------------- | ---- |  | ----- |
| 1990                | 2994 |  | —     |
| 2000                | 3311 |  | 10,6% |
| 1990–2000 Источник: |      |  |       |

По данным переписи населения 2000 года в Лейксайд-Грин проживало 3311 человек, 795 семей, насчитывалось 1366 домашних хозяйств и 1451 жилой дом. Средняя плотность населения составляла около 2566,67 человек на один квадратный километр. Расовый состав населённого пункта распределился следующим образом: 75,96 % белых, 14,44 % — чёрных или афроамериканцев, 0,12 % — коренных американцев, 3,29 % — азиатов, 0,21 % — выходцев с тихоокеанских островов, 3,35 % — представителей смешанных рас, 2,63 % — других народностей. Испаноговорящие составили 10,24 % от всех жителей статистически обособленной местности.
Из 1366 домашних хозяйств в 25,8 % воспитывали детей в возрасте до 18 лет, 43,7 % представляли собой совместно проживающие супружеские пары, в 11,3 % семей женщины проживали без мужей, 41,8 % не имели семей. 29,9 % от общего числа семей на момент переписи жили самостоятельно, при этом 6,7 % составили одинокие пожилые люди в возрасте 65 лет и старше. Средний размер домашнего хозяйства составил 2,22 человек, а средний размер семьи — 2,82 человек.
Население статистически обособленной местности по возрастному диапазону по данным переписи 2000 года распределилось следующим образом: 18,5 % — жители младше 18 лет, 7,8 % — между 18 и 24 годами, 34,2 % — от 25 до 44 лет, 20,3 % — от 45 до 64 лет и 19,2 % — в возрасте 65 лет и старше. Средний возраст жителей составил 39 лет. На каждые 100 женщин в Лейксайд-Грин приходилось 84,3 мужчин, при этом на каждые сто женщин 18 лет и старше приходилось 81,6 мужчин также старше 18 лет.
Средний доход на одно домашнее хозяйство статистически обособленной местности составил 45 833 доллара США, а средний доход на одну семью — 53 289 долларов. При этом мужчины имели средний доход в 38 917 долларов США в год против 31 476 долларов среднегодового дохода у женщин. Доход на душу населения статистически обособленной местности составил 45 833 доллара в год. 4,7 % от всего числа семей в населённом пункте и 6,7 % от всей численности населения находилось на момент переписи населения за чертой бедности, при этом 6,7 % из них были моложе 18 лет и 4,4 % — в возрасте 65 лет и старше.